# BV Андромеды
BV Андромеды (лат. BV Andromedae) — карликовая новая', двойная катаклизмическая переменная звезда типа U Близнецов (UG)' в созвездии Андромеды на расстоянии приблизительно 4585 световых лет (около 1406 парсеков) от Солнца. Видимая звёздная величина звезды — от +18m до +15,2m.

## Характеристики
Первый компонент — аккрецирующий белый карлик спектрального класса pec(UG).
Второй компонент — жёлто-белая звезда спектрального класса F. Эффективная температура — около 6876 K.